# Robert Bentley
Robert Bentley (ur. 3 lutego 1943 w Columbianie) – amerykański lekarz i polityk, członek Partii Republikańskiej. Od 17 stycznia 2011 do 10 kwietnia 2017 roku sprawował urząd gubernatora stanu Alabama.

## Kariera
Jest absolwentem University of Alabama, gdzie najpierw uzyskał licencjat z nauk ścisłych i przyrodniczych, ze specjalnością w dziedzinie chemii i biologii, a następnie odbył studia medyczne, zakończone w 1968, kiedy to uzyskał prawo wykonywania zawodu lekarza. Po odbyciu rocznego stażu w szpitalu w Birmingham, wstąpił do United States Air Force, gdzie służył przez sześć lat jako oficer korpusu medycznego w bazie lotniczej w Fayetteville. Opuścił wojsko w stopniu kapitana. Następnie uzyskał uprawnienia lekarza specjalisty w zakresie dermatologii i po okresie pracy w klinice uniwersyteckiej, otworzył sieć prywatnych przychodni dermatologicznych, która z czasem stała się jedną z największych tego rodzaju instytucji w południowo-wschodniej części USA.
W roku 2002 rozpoczął karierę polityczną w barwach Partii Republikańskiej, uzyskując mandat w Izbie Reprezentantów Alabamy jako przedstawiciel hrabstwa Tuscaloosa. Zasiadał w Izbie przez osiem lat i zajmował się tam głównie kwestiami społecznymi, w szczególności związanymi z ochroną zdrowia. Był m.in. sprawozdawcą projektów zmian w prawie stanowym, zmierzających do uproszczenia procedur związanych z pobieraniem organów osób zmarłych do przeszczepów. 13 lipca 2010 uzyskał nominację Republikanów w wyborach gubernatorskich zaplanowanych na listopad tego samego roku. Jego demokratycznym kontrkandydatem był dotychczasowy stanowy komisarz (minister) rolnictwa i przemysłu, Ron Sparks. Bentley pokonał go, uzyskując 58% głosów.
Jest zwolennikiem kary śmierci. Jako gubernator Alabamy zezwolił na przeprowadzenie ośmiu egzekucji.
10 kwietnia 2017 zrezygnował ze stanowiska po przyznaniu się do złamania prawa dotyczącego finansowania kampanii. Jako warunek ułaskawienia, przyjął dożywotni zakaz ubiegania się o urząd w Alabamie.

## Życie prywatne
Gubernator Bentley jest od 1965 żonaty z Dianne Bentley (z domu Jones), z którą ma czterech synów i pięcioro wnucząt. Jest diakonem w zborze baptystów w Tuscaloosie, gdzie uczy także w szkółce niedzielnej. W styczniu 2011 jego bardzo wyraziste przekonania religijne wywołały kontrowersje po tym, jak gubernator stwierdził, w przemówieniu wygłoszonym w jednym z kościołów w stolicy stanu, iż nie uważa osób nie wierzących w Jezusa Chrystusa za swoich braci i siostry. Dwa dni później za pośrednictwem swojego rzecznika przeprosił za te słowa, podkreślając, że jest w równym stopniu gubernatorem chrześcijan, jak i pozostałych obywateli stanu.